# Sörbo, Borlänge kommun
Sörbo var 1990 och är sedan 2023 åter en av SCB avgränsad småort i Borlänge kommun omfattande bebyggelse i och kring byn Sörbo belägen i Stora Tuna socken på gränsen till Säters kommun.